# Vreemde leegte
Vreemde leegte is een single van de Nederlandse band 3JS uit 2021. Het stond in hetzelfde jaar als tweede track op de deluxe versie van het album De aard van het beest, een album wat eerder zonder het nummer in 2020 was uitgebracht.

## Achtergrond
Vreemde leegte is geschreven en geproduceerd door Gordon Groothedde, Jaap Kwakman en Jan Dulles. Het is een nederpoplied dat gaat over het missen van een dierbare. Het lied werd geschreven nadat de dochter van Jan Dulles onverwacht op een leeftijd van drie maanden was overleden. Met het lied probeerden ze het gevoel te beschrijven wat men ervaart als na het verlies van een dierbare de wereld om hun heen gewoon doorgaat en dat je nog niet het gevoel hebt dat je kan leven zonder die ander. De band liet het nummer in maart 2021 in de week dat het werd uitgebracht voor het eerst live ten gehore brengen bij het televisieprogramma Humberto van Humberto Tan. Hier deelden de bandleden ook het verhaal achter het lied.

## Hitnoteringen
Mede door de televisieaandacht voor het lied, had het bescheiden succes in Nederland. Hoewel de Single Top 100 niet werd gehaald, kwam het wel in de Top 40 terecht; de derde Top 40-hit voor de 3JS. Het stond twee weken in deze hitlijst, beide weken op de 38e plaats. 